# Ammersaat
Ammersaat, Ammer, auch Ammerland, war ein Flächenmaß in den Tonderschen Marschen, Geest, auf der Insel Sylt und Föhr. Es war ein Aussaatmaß in der Größe eines Scheffels (Scheffelsaat). Das Maß galt auch auf Sylt im ehemaligen Amt Tondern. Tondern ist eine dänische Kleinstadt nahe der Grenze zwischen Dänemark und Deutschland. Im sogenannten Erdbuch von 1613 waren für Sylt die Maßbeziehungen aufgeführt. Das Maß wurde auch 1777 noch verwendet.
- Tondern 1 Ammersaat = 4,7894 Ar[3]
- 1 Ammersaat = 18 Quadratruten mit je 324 Quadratfuß
- 10 Ammersaat = 1 Diemat